# Selee jezik
Selee jezik (ISO 639-3: snw; santrokofi, sele, sentrokofi), nigersko-kongoanski jezik uže skupine kwa, kojim govori 11 300 ljudi (2003 GILLBT) na jugoistoku Gane u selima Benua, Bume i Gbodome.
Klasificira se užoj skupini lelemi, i s jezikom sekpele čini podskupinu likpe-santrokofi. Pismo: latinica.

## Vanjske poveznice
- Ethnologue (14th)
- Ethnologue (15th)